# Агри (Шарант)
Агри (фр. Agris) насеље је и општина у западној Француској у региону Поату-Шарант, у департману Шарант која припада префектури Ангулем.
По подацима из 2011. године у општини је живело 831 становника, а густина насељености је износила 44,34 становника/km². Општина се простире на површини од 18,74 km². Налази се на средњој надморској висини од 83 метара (максималној 134 m, а минималној 70 m).

## Демографија
| 1962. | 1968. | 1975. | 1982. | 1990. | 1999. | 2011. |
| ----- | ----- | ----- | ----- | ----- | ----- | ----- |
| 731   | 740   | 789   | 811   | 732   | 710   | 831   |

График промене броја становника у току последњих година